# 소피아 밀로스
소피아 밀로스(Sofia Milos, 1969년 9월 27일 ~ )는 이탈리아, 그리스 이중국적의 배우이다.

## 출연 작품

### TV 시리즈
- 캐롤라인 인 더 시티(Caroline in the City)
- 더 시크리트 라이브즈 오브 맨(The Secret Lives Of Men)
- CSI마이애미(CSI: Miami)